# 一式重機槍
一式重機槍（日文：一式重機関銃）是日本在1942年生產的重機槍。

## 開發歷史
日本帝國陸軍的步兵用步／機槍在1930年代初只運用6.5公厘子彈，但隨著重機槍威力強化，彈藥體系走入7.7公厘系統；到1940年有兩款採用7.7公厘子彈之槍械，分別為九二式重機槍以及1939年量產的九九式步槍體系。雖同為7.7公厘口徑，但子彈長度不同，彈葯彈藥無法共通，這點對當時日本後勤單位造成相當困擾；日本的重機槍部隊是編制在步兵大隊下，由指揮官調配給必要攻擊中隊，但是在機動性較高的戰場時鈍重的重機槍部隊不利於以速度及迂迴突擊戰術見長的日本陸軍。加上後勤考量，日本陸軍於1941年開始開發一款可以使用7.7×58毫米有坂子彈的重機槍。
此款重機槍重點在於輕量化及彈藥規格互通，因此仍以九二式的結構實施改良，1940年3月試造槍完成；經過改良在1942年製造出第二款試作槍並通過測試進行量產，但是因為正式採用計畫在1年前就已經決定因此被命名為一式重機槍。

## 設計
一式重機槍的開發原因主要是為了共通彈藥，因此在結構設計上除了彈藥規格大多與九二式重機槍共通，還進行簡化生產與更改槍架；在進彈結構上仍然採用保彈鈑設計，但取消了以往哈契開斯重機槍在進彈機制中使用的彈藥塗油潤滑設備，重量比九二式重機槍大幅減輕了20公斤。在火力的持續性上仍然比其他國家的重機槍來的差，另外由於輕量化的因素，因此在射擊穩定性上也比九二式來的不穩。

## 採用狀況
雖然做為統一彈藥的目的而被開發，但是一式重機槍在前線並沒有大量配發。這點主要原因在於日本部隊在戰爭前期就大量派至海外，部隊幾乎沒有回到本國補給換裝的時間，九二式重機槍也就一直無法汰換，同樣的問題也在九九式步槍上發生；另外空襲增加以及前線補給的困難，後勤單位也不想讓前線多出一種新彈藥增加後勤難度，因此直到戰爭結束時前線的一式重機槍數量並不多，大多還是九二式重機槍以及三年式重機槍為主。而日軍後來也開發出像九九式輕機槍這種真正適合供連級甚至更小的戰術單位使用的通用機槍，因此一式重機槍的配發就更少了。